# Meranoplus laeviventris
Meranoplus laeviventris é uma espécie de formiga do gênero Meranoplus, pertencente à subfamília Myrmicinae.